# Sebastian Schubert
Pour les articles homonymes, voir Schubert (homonymie).
Sebastian Schubert, né le 17 juillet 1988 à Hamm, est un kayakiste allemand pratiquant le slalom.

## Palmarès

### Championnats du monde
- Médaille d'or en 2011 à Bratislava en K1 par équipes.

### Championnats d'Europe
- Médaille d'or en 2015 à Markkleeberg en K1 par équipes.
- Médaille d'or en 2014 à Vienne en K1 par équipes.
- Médaille d'argent en 2013 à Cracovie en K1 par équipes
- Médaille d'argent  en 2012 à Augsbourg en K1 par équipes.
- Médaille d'argent en 2010 à Bratislava en K1 par équipes.
- Médaille d'argent  en 2009 à Nottingham en K1 par équipes.
- Médaille de bronze en 2019 à Pau en K1 individuel.
- Médaille de bronze en 2013 à Cracovie en K1 individuel.